# Cantone di Bussière-Badil
Il Cantone di Bussière-Badil era una divisione amministrativa dell'arrondissement di Nontron.
A seguito della riforma approvata con decreto del 21 febbraio 2014, che ha avuto attuazione dopo le elezioni dipartimentali del 2015, è stato soppresso.

## Composizione
Comprendeva i comuni di:
- Busserolles
- Bussière-Badil
- Champniers-et-Reilhac
- Étouars
- Piégut-Pluviers
- Saint-Barthélemy-de-Bussière
- Soudat
- Varaignes